# Горки (село, Дмитровский городской округ)
Горки — село в Дмитровском районе Московской области, в составе городского поселения Дмитров.

## Расположение
Деревня расположена в центральной части района, на водоразделе, примерно в 12 км южнее Дмитрова, высота центра над уровнем моря 207 м. Ближайшие населённые пункты — Никульское на западе, Дубровки на юго-западе и Сазонки на юго-востоке.

## История
До 2006 года Горки входили в состав Кузяевского сельского округа.
Постановлением Губернатора Московской области от 21 февраля 2019 года № 75-ПГ категория населённого пункта изменена с «деревня» на «село».

## Население
| 2002 | 2006 | 2010 |
| ---- | ---- | ---- |
| 0    | →0   | →0   |

## Усадьба Горки
Усадьба начала формироваться в 1730 году прокуроршей А.И. Яньковой (урожденной Татищевой), до 1816 года принадлежала её сыну Д.А. Янькову, до 1861 года его вдове Е.П. Еньковой (урожденной Римской-Корсаковой, автору воспоминаний "Рассказы бабушки", записанных её внуком Д.Д. Благово). Затем её сыну писателю Д.Д. Благово и потом его бывшей жене Н.П. Благово (урожденной Успар). В 1890 году усадьба переходит Н. М .Горбову, в начале XX века Л. Кохно. Сохранились: два одноэтажных флигеля 1910 годов в стиле неоклассицизм, служебное здание начала XIX века. Никольская церковь 1739 года с перестройками начала XIX века произведенными крепостным архитектором А.М. Татариновым, возможно, по проекту архитектора Ф. Кампорези (переделана и обезличена, завершение храма и колокольни отсутствуют). Регулярный липовый парк середины XVIII века, заросший пейзажный парк XIX века из смешанных пород деревьев, раскинувшийся на террасах склона к реке Волгуше. Деревянный главный дом 1793 года разобран в середине XX века (на его месте сооружён новый корпус), хозяйственный комплекс и надгробия Яньковых у церкви утрачены.